# Liste des sites et monuments classés de la wilaya de Médéa
Cet article présente une liste des sites et monuments classés de la wilaya de Médéa, en Algérie.

## Liste
| Id    | Identification du bien                                                                                       | Datation           | Commune     | Coordonnées    | Catégorie du classement                     | Mesures et date de protection | Date de publication au Journal Officiel | Illustration    |                       |
| ----- | --- | ------------------ | ----------- | -------------- | ------------------------------------------- | --- | --------------------------------------- | --------------- | --------------------- |
| 26-1  | Achir (Achir le palais de Ziri et le Menzeh Bent et Soltan)                                                  | Médiévale          | Kef Lakhdar | à géolocaliser | Classé                                      | Inscrit sur l'inventaire général des biens culturels immobiliers par arrêté du 14/07/2007, après avis favorable de la commission nationale des biens culturels tenu le 12/10/2006. | N° 60 du 26/09/2007                     |                 | Télécharger une image |
| 26-2  | Dar El Bey dénommée Dar El Émir Abdelkader                                                                   | Moderne            | Médéa       | à géolocaliser | Classé                                      | Classé parmi les monuments historiques par arrêté du 27/06/1993, après avis favorable de la commission nationale des monuments et sites historiques tenu le 30/12/1992.            | N° 48 du 21/07/1993                     |                 | Télécharger une image |
| 26-3  | Monuments funéraire émergeant du sol de l'ancienne nécropole                                                 | Antique            | Djouab      | à géolocaliser | Classé                                      | Classé parmi les sites et monuments historiques en (L.1900), Conformément à l'article 62 de l'ordonnance N° 67-281 du 20/12/1967                                                   | N° 07 du 23/01/1968                     | Image manquante | Télécharger une image |
| 26-4  | Restes de maison, d'enceinte, de porte à Rapidum                                                             | Antique            | Djouab      | à géolocaliser | Classé                                      | Classé parmi les sites et monuments historiques en (L.1900), Conformément à l'article 62 de l'ordonnance N° 67-281 du 20/12/1967                                                   | N° 07 du 23/01/1968                     |                 | Télécharger une image |
| 26-5  | Site de Benia constituant l'emplacement de l'ancienne ville d'Yachir à 4 km au Sud–Ouest de Tletat ed Douair | Médiévale          | Kef Lakhdar | à géolocaliser | Classé                                      | Classé parmi les sites et monuments historiques en date du 20/09/1922, Conformément à l'article 62 de l'ordonnance N° 67-281 du 20/12/1967                                         | N° 07 du 23/01/1968                     |                 | Télécharger une image |
| 26-6  | Territoire et monument de l'antique Rapidum                                                                  | Antique            | Djouab      | à géolocaliser | Classé                                      | Classé parmi les sites et monuments historiques en (L.1900), Conformément à l'article 62 de l'ordonnance N° 67-281 du 20/12/1967                                                   | N° 07 du 23/01/1968                     | Image manquante | Télécharger une image |
| 26-7  | Fort de Surveillance                                                                                         | Moderne            | Médéa       | à géolocaliser | Inscription sur l'inventaire supplémentaire | Inscrit sur l'inventaire supplémentaire Arrêté signé par le wali N° 1579 du 05/12/2013                                                                                             | Arrêté non pub au Journal officiel      |                 | Télécharger une image |
| 26-8  | Houche El Bey                                                                                                | Moderne            | Médéa       | à géolocaliser | Inscription sur l'inventaire supplémentaire | Inscrit sur l'inventaire supplémentaire Arrêté signé par le wali N° 1578 du 05/12/2013                                                                                             | Arrêté non pub au Journal officiel      | Image manquante | Télécharger une image |
| 26-9  | Mausolée Sidi Sahraoui                                                                                       | Moderne            | Médéa       | à géolocaliser | Inscription sur l'inventaire supplémentaire | Inscrit sur l'inventaire supplémentaire Arrêté signé par le wali N° 1580 du 05/12/2013                                                                                             | Arrêté non pub au Journal officiel      | Image manquante | Télécharger une image |
| 26-10 | Minaret de l'ancienne mosquée                                                                                | Moderne            | Médéa       | à géolocaliser | Inscription sur l'inventaire supplémentaire | Inscrit sur l'inventaire supplémentaire Arrêté signé par le wali N° 1577 du 05/12/2013                                                                                             | Arrêté non pub au Journal officiel      | Image manquante | Télécharger une image |
| 26-11 | Minaret de la Mosquée Rouge                                                                                  | Moderne            | Médéa       | à géolocaliser | Inscription sur l'inventaire supplémentaire | Inscrit sur l'inventaire supplémentaire Arrêté signé par le wali N° 1576 du 05/12/2013                                                                                             | Arrêté non pub au Journal officiel      | Image manquante | Télécharger une image |
| 26-12 | Réservoirs d'Eau de la Porte El Akwas                                                                        | Antique            | Médéa       | à géolocaliser | Inscription sur l'inventaire supplémentaire | Inscrit sur l'inventaire supplémentaire Arrêté signé par le wali N° 1581 du 05/12/2013                                                                                             | Arrêté non pub au Journal officiel      | Image manquante | Télécharger une image |
| 26-13 | Site Archéologique Saneg                                                                                     | Antique            | Saneg       | à géolocaliser | Inscription sur l'inventaire supplémentaire | Inscrit sur l'inventaire supplémentaire Arrêté signé par le wali N° 1582 du 05/12/2013                                                                                             | Arrêté non pub au Journal officiel      | Image manquante | Télécharger une image |
| 26-14 | Vieille ville de Médéa                                                                                       | Période stratifiée | Médéa       | à géolocaliser | Secteur sauvegardé                          | Créé et délimité en secteur sauvegardé par Décret Exécutif n° 18-314 du 10/12/2018, après avis favorable de la commission nationale des biens culturels tenu le 30/06/2016         | N° 75 du 16/12/2018                     |                 | Télécharger une image |